# Retrocessão
A palavra retrocessão tem sua origem etimológica do latim medieval retrocessio, derivado do verbo retrocedere, passando a ser utilizada então no Direito Francês e posteriormente no Direito Italiano, de modo que expandiu para as demais legislações. O Direito Espanhol chama o instituto de derecho de reversion, o que traduzido literalmente para a língua portuguesa significa reversão, já o Direito Argentino dá o nome de retracto ou retroversión.
Entende-se que o direito de retrocessão, explicando de modo demasiadamente simples, é o direito do expropriado de exigir a devolução do bem desapropriado, por conta do não atendimento do interesse público previsto no decreto desapropriatório.

## História
No que tange aos aspectos históricos deste instituto no ordenamento pátrio, Ebert Vianna Chamoun aponta que o inciso XXlI do art. 179 da Constituição do Império, de 25 de março de 1824, dispôs sobre a possibilidade da desapropriação, e a Lei Provincial n.º 57, de 18 de março de 1836, pela vez primeira cuidou da retrocessão, assegurando que, na hipótese de desapropriação, caberia ''recurso à Assembleia Legislativa Provincial para a restituição da propriedade". 
Desse modo observa-se que o referido instituto era regulado nas leis especiais de desapropriação até o momento em que houve a promulgação do Código Civil, onde passou também, simultaneamente, a reger-se pelo dispositivo de seu art. 1.150. Sendo assim, com a implantação do Código Civil, a retrocessão passou a ser disciplinada tanto por este Código assim como pela lei especial então vigente, o Decreto Federal n.º 4.956, de 9 de setembro de 1903. No entanto o Decreto-Lei n.º 3.365, de 21 de junho de 1941 trouxe modificações pois o Ministro da Justiça, na exposição de motivos então apresentada ao Presidente da República, declarou que "deixavam ele ser regulados os institutos da requisição e da retrocessão, hoje erradamente assimilados ao de desapropriação, os quais continuarão a reger-se pelo Código Civil."

## Natureza Jurídica
No Brasil existem duas correntes principais sobre qual a natureza jurídica da retrocessão. Mas, embora não haja consenso doutrinário, existe posição jurisprudencial majoritária.
A primeira corrente defende que a retrocessão é um direito pessoal e, por consequência, cabe ao requerente apenas o pedido de perdas e danos, se houver. Já a segunda posição afirma que tal instituto é um direito real. Deste modo, o expropriado poderia, frente a uma tredestinação ilícita, requerer a propriedade para si novamente (o que é bem mais vantajoso do que a indenização por perdas e danos, que está restrita a existência do dano, exige a comprovação deste e apenas o compensa financeiramente).
A posição majoritária na jurisprudência é a segunda corrente (direito real), adotada, inclusive, pelo Superior Tribunal de Justiça (STJ).

## Retrocessão e Tredestinação
Inicialmente, faz-se mister salientar que os atos administrativos são expedidos com uma finalidade genérica, que é o interesse público e uma finalidade específica, que é o fim para o qual houve a desapropriação. Quando um bem expropriado é destinado à finalidade diversa da planejada de início, diz-se que houve tredestinação. Esta, por sua vez, pode ser lícita ou ilícita. 
A modalidade lícita incide quando a Administração dá destinação diversa da planejada, porém assegura a manutenção do interesse público. Deste modo, não haverá ilicitude na tredestinação se no bem desapropriado houver utilização em obras ou serviços públicos, ou seja, não há ilicitude se o uso do bem estiver adequado a alguma finalidade pública. O Código Civil Brasileiro incluiu expressamente a hipótese em seu art. 519. Vejamos: 
Art. 519. Se a coisa expropriada para fins de necessidade ou utilidade pública, ou por interesse social, não tiver o destino para que se desapropriou, ou não for utilizada em obras ou serviços públicos, caberá ao expropriado direito de preferência, pelo preço atual da coisa.
Já a ilícita pode ser descrita como a desistência da expropriação e está diretamente relacionada com a retrocessão. Vejamos o que elucida José dos Santos Carvalho Filho: "Tredestinação significa destinação desconforme com o plano inicialmente previsto. A retrocessão se relaciona com a tredestinação ilícita, qual seja, aquela pela qual o Estado, desistindo dos fins da desapropriação, transfere a terceiro o bem desapropriado ou pratica desvio de finalidade, permitindo que alguém se beneficie de sua utilização. Esses aspectos denotam realmente a desistência da desapropriação. Na verdade, é fácil perceber que, se o Poder Público não utiliza o bem desapropriado para o fim a que se comprometeu à época da declaração de utilidade pública, comete fatalmente desvio de finalidade, tornando ilegítima a desapropriação."
Deste modo, nos casos em que o ente público desapropria o bem, transferindo a propriedade ao patrimônio público, contudo, não garante a sua utilização da busca do interesse público, ocorre desvio de finalidade ilícito e enseja o surgimento do direito à retrocessão do proprietário.